# Haemaphysalis traguli
Haemaphysalis traguli är en fästingart som beskrevs av Oudemans 1928. Haemaphysalis traguli ingår i släktet Haemaphysalis och familjen hårda fästingar. Inga underarter finns listade i Catalogue of Life.